# Kontcha-Zaspa
Kontcha-Zaspa (en ukrainien : Конча-Заспа), ou parfois Koncha-Zaspa dans sa graphie translittérée en anglais, est un quartier historique du sud de Kiev, la capitale de l'Ukraine.

## Géographie
Situé dans le raïon de Holossiïv, le long du fleuve Dniepr, ce quartier résidentiel se compose principalement de forêts.

## Histoire
Il est connu pour être une zone où vit l'élite politique ukrainienne, dans sa partie nord,. Les anciens présidents ukrainiens Leonid Kravtchouk, Leonid Koutchma et Viktor Iouchtchenko vivaient tous dans des datchas appartenant à l'État à Kontcha-Zaspa. L'ancien président Petro Porochenko et l'ancienne première dame Marina Porochenko y ont également vécu.

## Sport
À Kontcha-Zaspa se trouvent plusieurs sanatoriums ainsi que le centre d'entraînement du Dynamo Kiev. Ce dernier, inauguré en 1961, le centre a été largement rénové en 1998 pour environ 20 millions de dollars, de sorte que ses installations sont à l'époque considérées comme ce qui se fait de mieux en Europe. Les bâtiments accueillent également le centre de formation du Dynamo, ainsi que ses équipes réserves (les Dynamo-2 Kiev (en) et Dynamo-3 Kiev (en)), qui évoluent en deuxième et troisième divisions ukrainiennes.

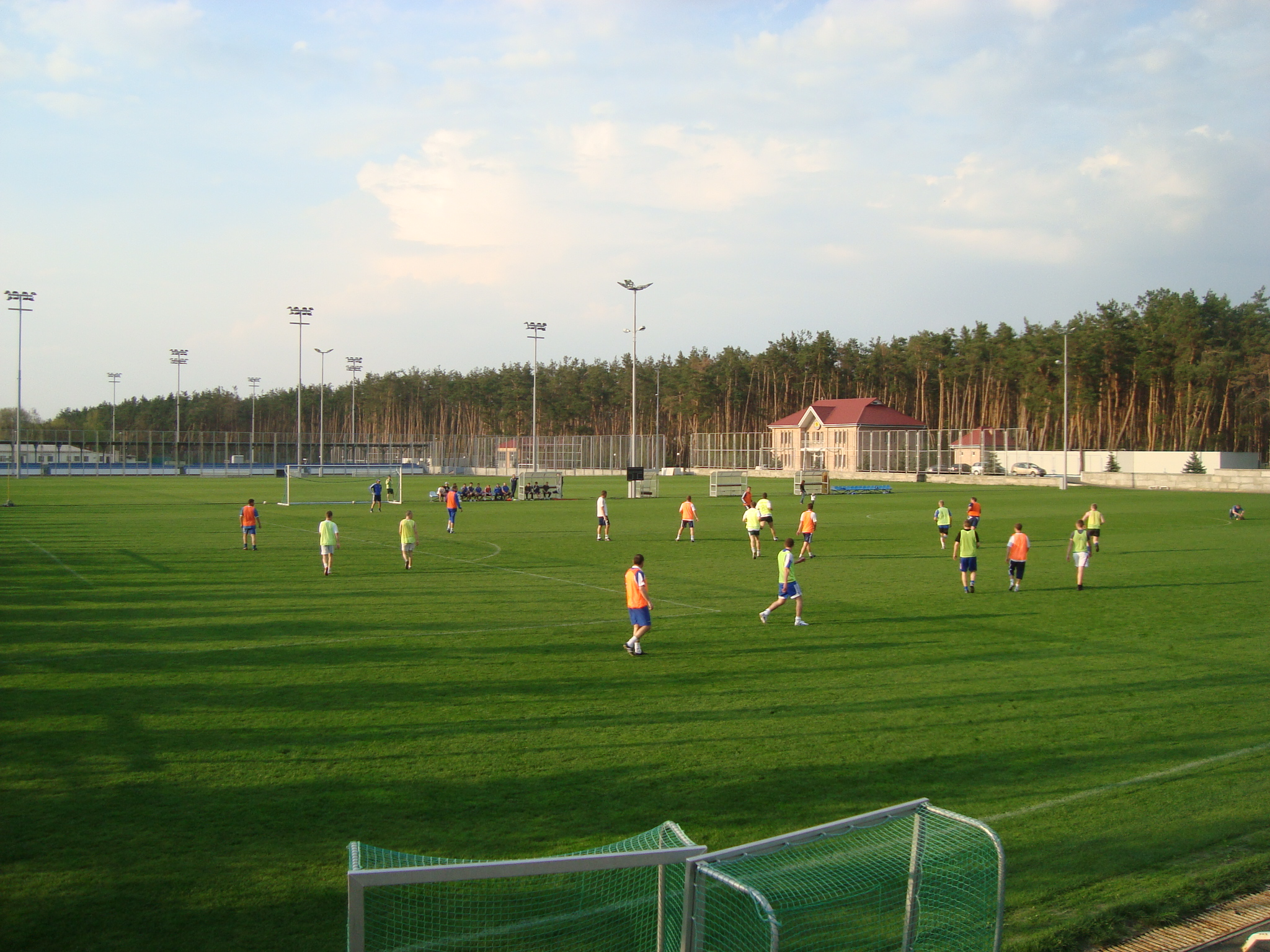
Centre d'entraînement du Dynamo Kiev.
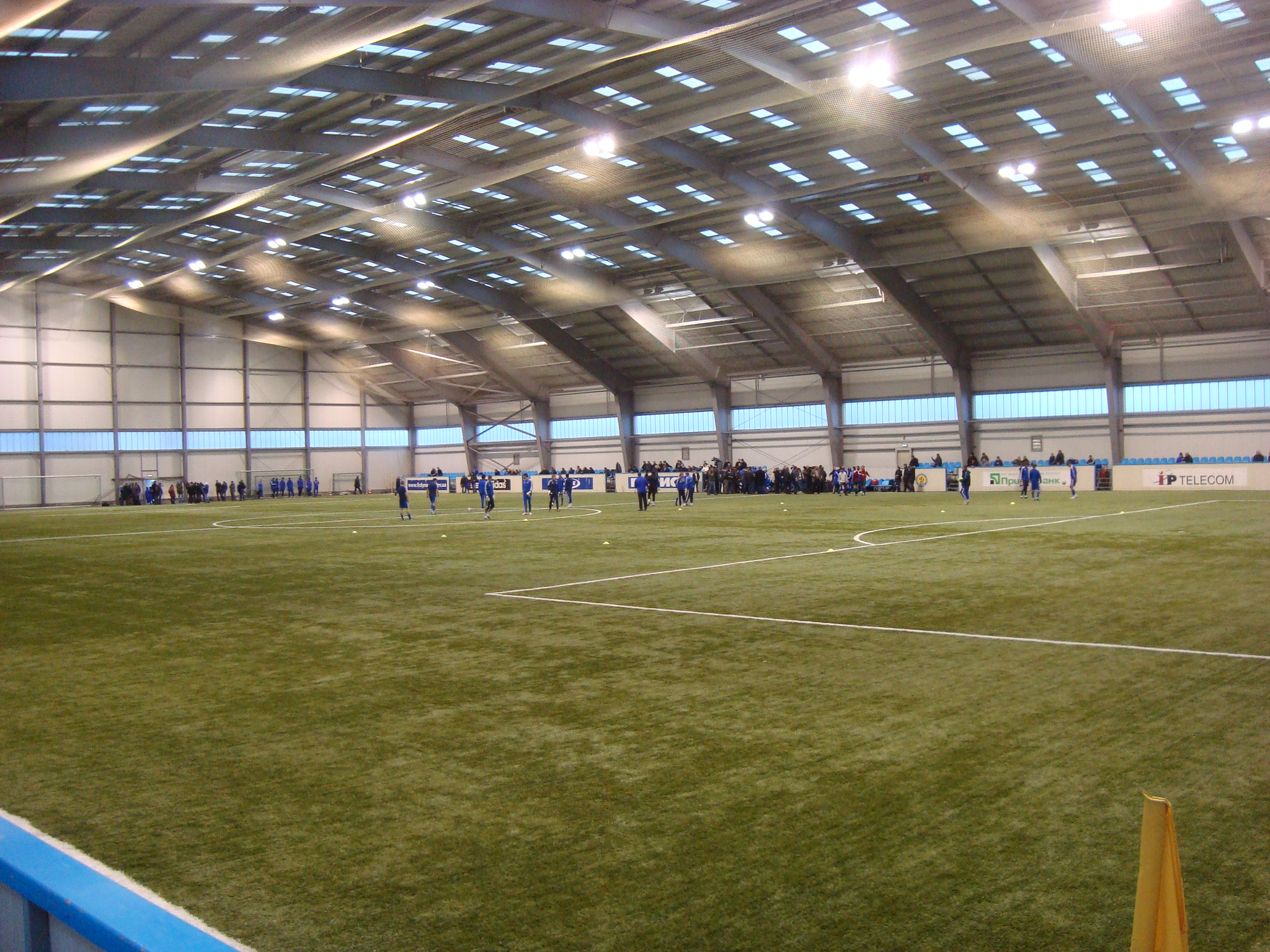
Centre d'entraînement du Dynamo Kiev.